# جبهه عربی برای آزادی الاحواز
جبهه عربی برای آزادی الاحواز (۱۹۸۰- )  یک سازمان سیاسی طرفدار  جدایی بخش‌های جنوبی ایران از هرمزگان تا خوزستان و از جمله جدایی‌طلبی عرب‌های خوزستان است. 

## پیشینه
این گروه از سوی حبیب نبگان، ساکن دانمارک بنیانگذاری شده و در دانمارک، سوئد و هلند هم فعال بوده است.
این گروه مجهز به اسلحه و مهمات سنگین و نیمه سنگین است و سال ۱۳۸۴ اقدام به ۱۳ مورد بمب‌گذاری در استان خوزستان کرده بود.
تشکیلات نظامی «حرکه النضال العربی لتحریرالاحواز» و شاخه نظامی آن موسوم به «محی الدین آل ناصر»، از اواسط سال ۱۳۷۶ فعالیت خود را آغاز کرده است. .

## عملیات نظامی
بمب گذاری در فرمانداری اهواز، سازمان مدیریت وبرنامه ریزی، سازمان مسکن و شهرسازی، شرکت طرح توسعه نیشکر خوزستان، چاه شماره ۱۷۹ نفت، دو محل از خطوط لوله ورودی و خروجی منتهی به چاه ۱۷۹، خطوط لوله نفت آبادان٬ اداره کل منابع طبیعی استان خوزستان، بانک سامان منطقه کیانپارس اهواز، شرکت توسعه نیشکر و صنایع جانبی استان، فرمانداری های آبادان و دزفول از مهمترین اقدامات این گروه بوده است.

## هدف و برنامه‌ها
این گروه هدف خود را جدا کردن و استقلال منطقه جنوب ایران (از هرمزگان تا خوزستان که از سوی این گروه، الاحواز نامیده می‌شود) و تشکیل کشوری با هویت عربی اعلام کرده است. این گروه در مورد اکثریت فارسی زبان مردم در منطقه مورد ادعای این گروه اظهار نظری نکرده است. 